# Zarghona Anaa
Zarghona Anaa, död cirka 1772, var en afghansk författare, mor till kung Ahmed shah Durrani. Hon utövade inflytande över politiken under sin sons regeringstid från 1747, och var också en känd och respekterad författare av 
poesi. 
Hon var gift med Seman Khan, och blev mor till Ahmed shah Durrani. År 1747 erövrade hennes son den afghanska tronen och utropades till kung i Kandahar. Afghanistan var vid denna tid ett extremt mansdominerat samhälle där kvinnor, förutom exceptionella undantag som Nazo Tokhi, normalt levde segregerade i haremen. I det kungliga haremet kunde dock kvinnor utöva inflytande, och Zarghona Anaa är känd för det stora inflytande hon utövade i egenskap av kungens mor. Hon ska ha styrt staden när hennes son var frånvarande under militärkampanj, och hon uppträdde som medlare i stamkonflikter mellan pashtuner. Hon betraktades med stor respekt för sitt upprätthållande av pasthunwalikoden och sin verksamhet som diktare.